# Merosargus scrobiculus
Merosargus scrobiculus är en tvåvingeart som beskrevs av Mcfadden 1971. Merosargus scrobiculus ingår i släktet Merosargus och familjen vapenflugor. Inga underarter finns listade i Catalogue of Life.